# Przeznaczenie (film 2014)
Przeznaczenie – australijski thriller sci-fi z 2014 roku, w reżyserii braci Sperig, którzy napisali też scenariusz na podstawie opowiadania Wszyscy wy zmartwychwstali Heinleina. W rolach głównych wystąpili: Ethan Hawke, Sarah Snook, Noah Taylor.

## Fabuła
Film opowiada historię życia podróżnika, w czasie którego egzystencja zawarta jest w dużej mierze w pętlach czasowych. Skutkiem tego, bohater wielokrotnie spotyka samego siebie, z początku nie zdając sobie z tego sprawy. Jest agentem próbującym powstrzymać człowieka podkładającego ładunki wybuchowe w różnych okresach czasu, lecz jego wysiłki są z góry skazane na niepowodzenie, a los nieuchronny.

## Obsada
| Aktor             | Rola             |
| ----------------- | ---------------- |
| Ethan Hawke       | Barman           |
| Sarah Snook       | Niezamężna Matka |
| Noah Taylor       | pan Robertson    |
| Christopher Kirby | agent Miles      |
| Madeleine West    | pani Robinson    |

## Odbiór

### Box office
Film zarobił w kinach ponad pięć milionów dolarów, a sprzedaż na płytach DVD i Blu-ray przyniosła w USA i Kanadzie blisko 1,8 miliona.

### Krytyka w mediach
Film spotkał się z pozytywną reakcją krytyków. W serwisie Rotten Tomatoes 84% z 111 recenzji filmu uznano za pozytywne, a średnia ważona ocen wyniosła 6,80 na 10. Na portalu Metacritic średnia ocen z 28 recenzji wyniosła 69 punktów na 100.